# Juan Rojas (Fußballspieler, 1957)
Juan Daniel Rojas Carvacho (* 7. August 1957) ist ein ehemaliger chilenischer Fußballspieler. Der Flügelstürmer gewann 1983 die chilenische Meisterschaft und absolvierte zwölf Länderspiele für die Nationalmannschaft.

## Karriere

### Verein
Juan Rojas, auch Rápido genannt, begann seine Profikarriere 1975 bei Deportes Aviación und spielte danach bei mehreren Verein in der Segunda División. Ab 1981 spielte er beim CD Magallanes in der Primera División. 1983 wechselte er zu Rekordmeister CSD Colo-Colo und wurde Nationalspieler. Mit den Albos gewann der Stürmer die Meisterschaft 1983 und die Copa Polla Gol 1985. Nach der Station bei Unión Española von 1986 bis 1988 sammelte er bei Atlético Potosino in Mexiko Auslandserfahrung. Nach dieser Zeit, in der er gemeinsam mit Landsmann Luis Castro spielte, kehrte Rojas nach Chile zurück und spielte für den Zweitligisten CD Palestino, mit dem er den Aufstieg schaffte. Nach dieser Saison beendete der Offensivspieler seine Karriere.

### Nationalmannschaft
Juan Rojas debütierte im April 1983 unter Trainer Luis Ibarra für die chilenische Nationalmannschaft. Bei der 2:3-Niederlage im Freundschaftsspiel gegen Brasilien spielte der Stürmer über die volle Spielzeit. Nach weiteren Freundschaftsspielen nahm der Außenstürmer an der Copa América 1983 teil. Im ersten Gruppenspiel kam er bei der 1:2-Niederlage gegen Uruguay als Einwechselspieler ab der 62. Spielminute zum Einsatz. Nach dem Platzverweis war das Spiel für Rápido aber nach nur 15 Spielminuten wieder beendet. Beim 0:0-Unentschieden im letzten Gruppenspiel gegen Venezuela stand er in der Startelf. Mit dem Unentschieden verpasste Chile den Einzug ins Halbfinale hinter dem Gruppensieger und dem späteren Südamerikameister Uruguay. Für Rojas war es zugleich das letzte Spiel für die chilenische Nationalelf, für die er insgesamt zwölf Partien bestritt.

## Erfolge
Colo-Colo
- Chilenischer Meister: 1983
- Chilenischer Pokalsieger: 1985